# Småflikig brosklav
Småflikig brosklav (Ramalina sinensis) är en lavart som beskrevs av Jatta. Småflikig brosklav ingår i släktet Ramalina och familjen Ramalinaceae.  Arten är reproducerande i Sverige. Inga underarter finns listade i Catalogue of Life.